# Xian de Huairen
Le xian de Huairen (怀仁县 ; pinyin : Huáirén Xiàn) est un district administratif de la province du Shanxi en Chine. Il est placé sous la juridiction de la ville-préfecture de Shuozhou.

## Démographie
La population du district était de 244 324 habitants en 1999.